# Schloss Nantes

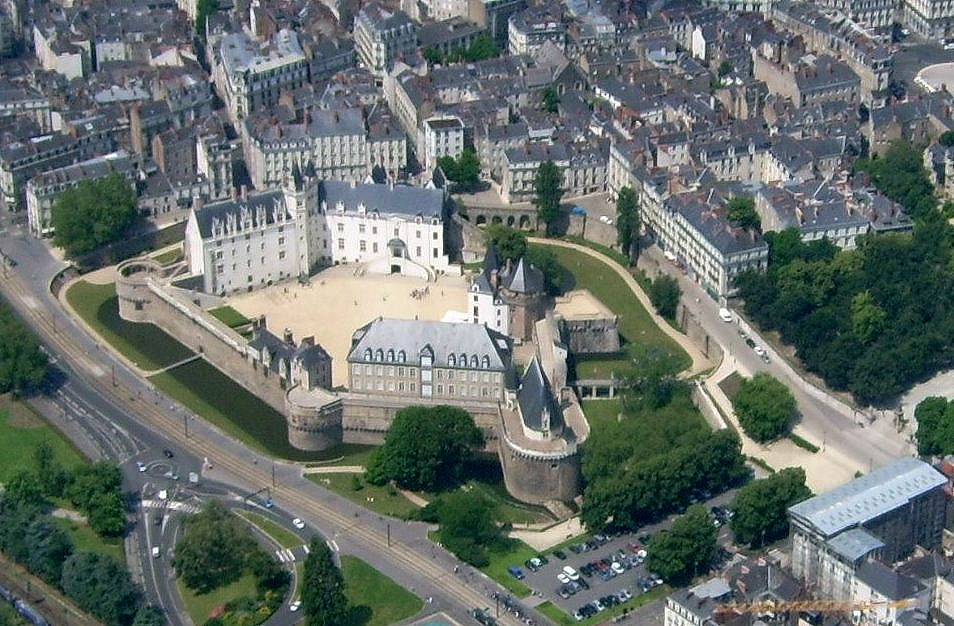
Das Schloss Nantes, Luftbild

Das Schloss Nantes, in Frankreich Château des ducs de Bretagne (deutsch: Schloss der Herzöge der Bretagne) genannt, ist eine weitläufige und stark befestigte Schlossanlage in Nantes, am rechten Ufer der Loire, die den Burggraben mit Wasser versorgte. Sie war ab dem 13. Jahrhundert die Residenz der bretonischen Herzöge und wurde im 16. Jahrhundert zur Residenz der französischen Könige in der Bretagne. 1841 wurde das Schloss als Monument historique unter Denkmalschutz gestellt.

## Geschichte

### Anfänge

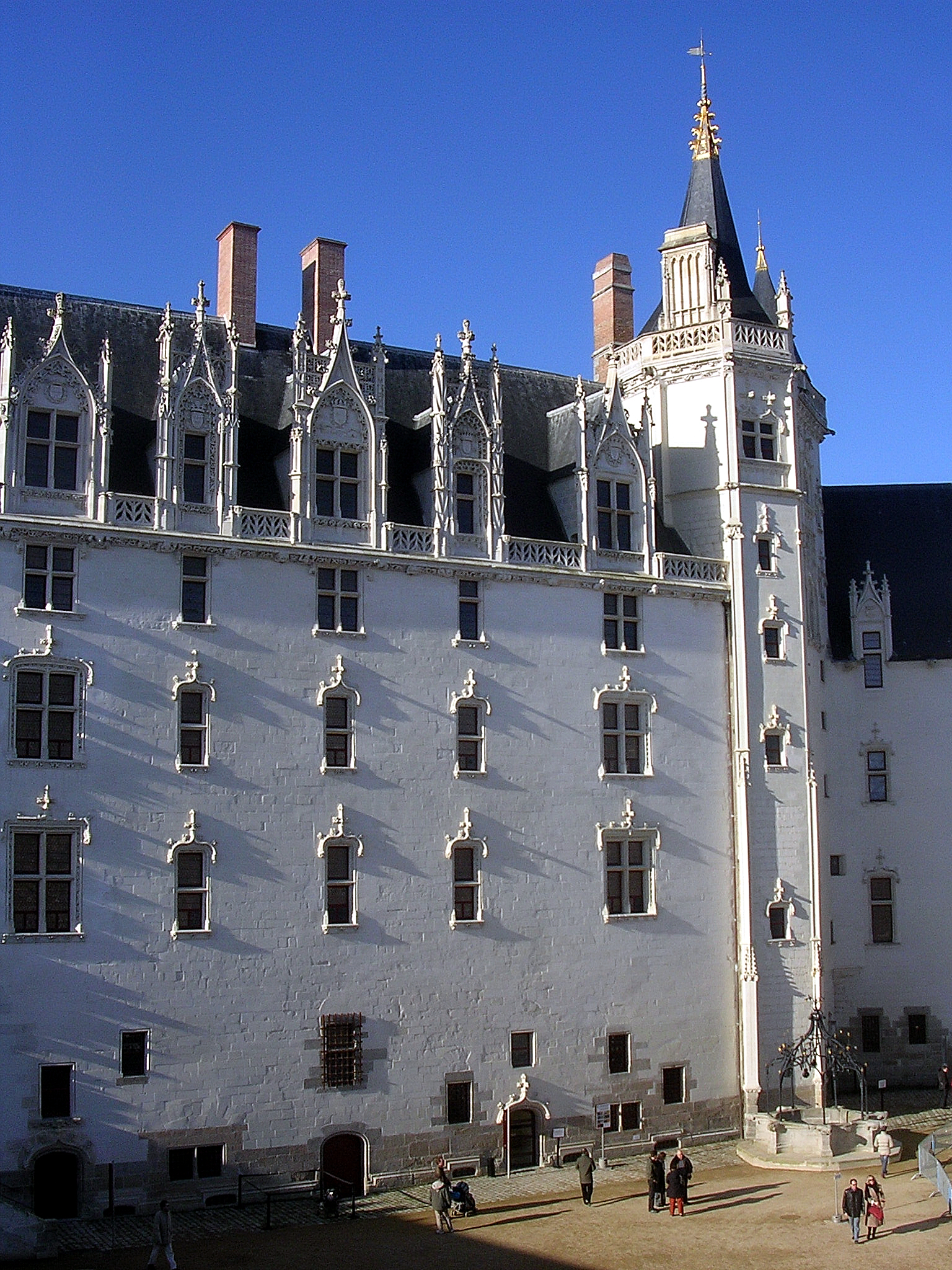
Das Grand Logis und der Tour de la Couronne d’Or 2007 nach der Renovierung

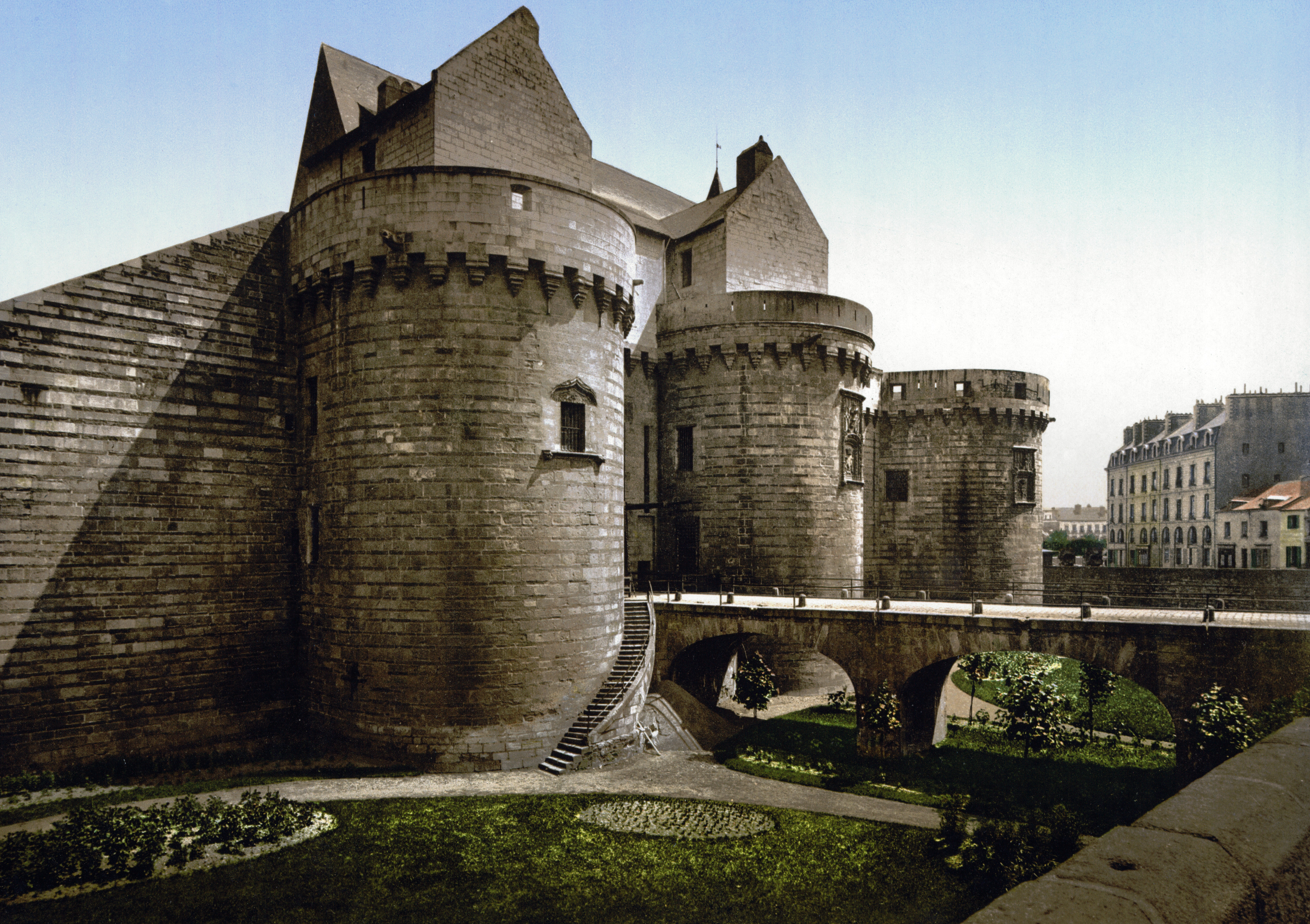
Das Schloss zwischen 1890 und 1905 mit dem Zugang über eine steinerne Bogenbrücke

Ab 1207 ließ Guy de Thouars, Witwer der Herzogin Constance, am Fuß der gallorömischen Stadtmauer, die seinerzeit lediglich das historische Zentrum von Nantes, Le Bouffay, umgab, die erste Burg bauen. Um den Machtanspruch der Herzöge gegenüber den Grafen von Nantes und den Bischöfen von Nantes zu betonen, wurde die Chastel de la Tour Neuve genannt. Pierre Mauclerc und sein Sohn Jean I. verstärkten sowohl die Burg als auch die städtischen Befestigungen. Als zentrales Element der Verteidigungsanlagen schützte sie einen Arm der Loire als den Ort der meisten wirtschaftlichen Aktivitäten. In der zweiten Hälfte des 14. Jahrhunderts wurde das Chastel de la Tour Neuve von Jean IV. erweitert. Aus dieser Zeit stammt auch der polygonale Alte Donjon (französisch: Vieux Donjon), der als einziger Rest der alten Burg erhalten blieb.

### Herzogliche und königliche Residenz
1466 entschied sich François II. für den Bau eines neuen Schlosses. Der Bau sollte nicht nur Hauptresidenz des herzoglichen Hofes sein, sondern auch eine Festung, mit deren Hilfe er der Königsgewalt widerstehen konnte. Die Hofseite zeigt eine Residenz aus weißem Tuffstein (das Grand Gouvernement, der Tour de la Couronne d’Or, das Grand Logis), die Außenseite sieben massive Türme aus Schiefer und Granit, die durch Kurtinen und einen 500 Meter langen Wehrgang verbunden sind.
Nach dem Tod des Herzogs 1488 führte seine Tochter Anne de Bretagne, die spätere Königin von Frankreich, die Arbeiten weiter. Sie verstärkte die Befestigungen vor allem an der Flussseite und ließ den Tour du Fer à Cheval bauen, eine Bastion für die Artillerie. 1514 erbte ihre Tochter Claude de France das Schloss, die im Jahr darauf den französischen König Franz I. heiraten sollte. Um den Hofstaat beherbergen zu können, ließ sie ein weiteres Gebäude, jetzt im Stil der Renaissance, errichten, das Logis du Roy, das heute Petit Gouvernement genannt wird. 1532 ging das Schloss anlässlich der Vereinigung der Bretagne mit Frankreich in königliches Eigentum über.
Im 16. und 17. Jahrhundert war die Anlage die Residenz der französischen Könige in der Bretagne. Dennoch ließ Philippe-Emmanuel de Lorraine, duc de Mercœur als Gouverneur der Bretagne die Verteidigungsanlagen ab 1582 weiter ausbauen. Um die Festung vor protestantischen Angriffen aus der Bretagne oder dem Poitou zu schützen, ließ er zwei Bastionen anbauen, die mit Kanonen bestückt wurden.
Am 30. April 1598 hielt sich König Heinrich IV. im Schloss auf, um das Edikt von Nantes zu unterzeichnen. Die Unterschrift fand jedoch nicht hier statt, sondern in einem Haus, das heute nicht mehr vorhanden ist.
1670 brannte das Grand Gouvernement aus und wurde auf Befehl des Königs Ludwig XIV. im Stil des klassizistischen Barocks wieder aufgebaut. Nach Umbauten im 18. Jahrhundert wurde aus dem Schloss dann ein Arsenal (Le Harnachement) und ein Gefängnis. Am 25. Mai 1800 explodierte der Tour des Espagnols, wodurch die Schlosskapelle und die Archive zerstört wurden.
1840 wurde das Schloss zum Monument historique erklärt, und 1915 vom Staat an die Stadt Nantes verkauft. 1970 wurde es aufgrund seines baulichen Zustands gesperrt. Zu Beginn der 1990er Jahre begann die Stadt Nantes mit einem Restaurierungsprogramm, das zur Wiedereröffnung des Schlosses am 9. Februar 2007 führte.